# Нуньес, Максимильяно
Максимильяно Нуньес (исп. Maximiliano Ezequiel Núñez; родился 17 сентября 1986 в Ла-Плате) — аргентинский футболист. Центральный полузащитник боливийского клуба «Насьональ».

## Биография
Воспитанник футбольной академии «Эстудиантеса», однако начинал профессиональную карьеру в клубе второго дивизиона «Темперлей» в 2007 году, где на протяжении одного сезона действовал преимущественно на позиции нападающего.
В 2008 году вернулся в «Эстудиантес» и дебютировал в Примере 20 сентября 2008 года в игре Апертуры против «Расинга» (2:1). В Апертуре 2009 стал твёрдым игроком основы «Эстудиантеса». До того он часто играл выходя на замену. В родной команде Макси уже действовал на более привычном месте в середине поля. Первый гол за «Эстудиантес» забил в гостевом матче в ворота «Индепендьенте», в котором «пинчарратос» выиграли со счётом 5:1.
Со своим клубом завоевал Кубок Либертадорес в 2009 году. В первом финальном матче против «Крузейро» в Ла-Плате вышел на замену на 75-й минуте. В 2010 году помог своей команде выиграть чемпионат Аргентины (Апертуру).
В июле 2011 года отдан в аренду в «Сан-Мартин» из Сан-Хуана сроком на один год. В 2013 году выступал за «Олл Бойз». В 2014 году выиграл в составе «Спортинг Кристала» чемпионат Перу. С 2015 года выступает за колумбийский «Мильонариос».

## Титулы
- Чемпион Аргентины (1): 2010 (Апертура)
- Чемпион Перу (1): 2014
- Обладатель Кубка Либертадорес (1): 2009
- Финалист Южноамериканского кубка (1): 2008